# Chrīstos Saloustros
Chrīstos Saloustros (in greco Χρήστος Σαλούστρος?; Candia, 29 marzo 1990) è un cestista greco.